# Panurginus cressoniellus
Panurginus cressoniellus är en biart som beskrevs av Cockerell 1898. Panurginus cressoniellus ingår i släktet bergsbin, och familjen grävbin. Inga underarter finns listade i Catalogue of Life.